# Zlatarstvo
Zlatarstvo je obrt koji je specijaliziran za rad sa zlatom i/ili drugim plemenitim kovinama (srebro, platina, titanij, niobij i tantal).Od najstarijih vremena do danas tehnologija izrade nakita od plemenitih metala vrlo se malo izmijenila. Tijekom povijesti zlatari su izrađivali i funkcionalno i ukrasno posuđe, pribor za jelo te predmete koji se rabe u vjerskim obredima.

## Osobine zlata
Estetska privlačnost i rijetkost te jedinstvene fizikalno-kemijske osobine dale su zlatu posebno mjesto u povijesti ljudskog roda. Zlato je tako kovko i duktilno da ga se s lakoćom precizno obrađuje čak i razmjerno primitivnim alatima. Zlato je plemeniti metal, a to znači da ne stupa u reakcije s većinom elemenata. Stoga ga se često može naći u elementarnom obliku i lako ga se tali i lijeva bez problema s oksidacijom i plinovima za razliku od, primjerice, bronce. Tijekom povijesti su ljudi njegov sjaj i boju smatrali estetski privlačnima.

## Povijest zlatarstva
Ljudi su zlato obrađivali u svim kulturama koje su do njega mogle doći bilo neposrednim, bilo posrednim putem. Virtuozno izrađeni predmeti drevnih kultura Europe, Afrike, Indije, Azije te južne, srednje i sjeverne Amerike nalaze se u muzejima i zbirkama širom svijeta. Neki su od tih predmeta stari više od 6000 godina, a tehnike kojima su izrađeni upotrebljavaju se i danas.

## Zlatarstvo danas
Suvremeni se zlatari osim klasičnim materijalima, to jest plemenitim metalima i dragim kamenjem, danas koriste i nehrđajućim čelikom, najrazličitije slitine bakra, titanij i niobij te razne druge nemetalne materijale poput plastike, raznih vrsta drveta, stakla, poludragog i ukrasnog kamenja.

## Značajni zlatari
- Roger von Helmarhausen
- Nicolas de Verdun
- Benvenuto Cellini
- Wenzel Jamnitzer
- Paulus van Vianen
- Johann Melchior Dinglinger
- Carl Faberge
- Philippe Wolfers
- Rene Lalique
- Georges Fouquet
- Elisabeth Treskow
- Josef Wilm
- John Paul Miller
- Reinhold Reiling

## Zlatarske tehnike
- filigran
- granulacija
- emajliranje
- nijeliranje
- iskucavanje i cizeliranje
- graviranje
- jetkanje
- uglavljivanje dragog kamenja
- lijevanje

## Vanjske poveznice
- Society of North American Goldsmiths
- Gesellschaft für Goldschmiedekunst   Arhivirana inačica izvorne stranice od 3. prosinca 2010. (Wayback Machine)